# Windmühle Gerhardt

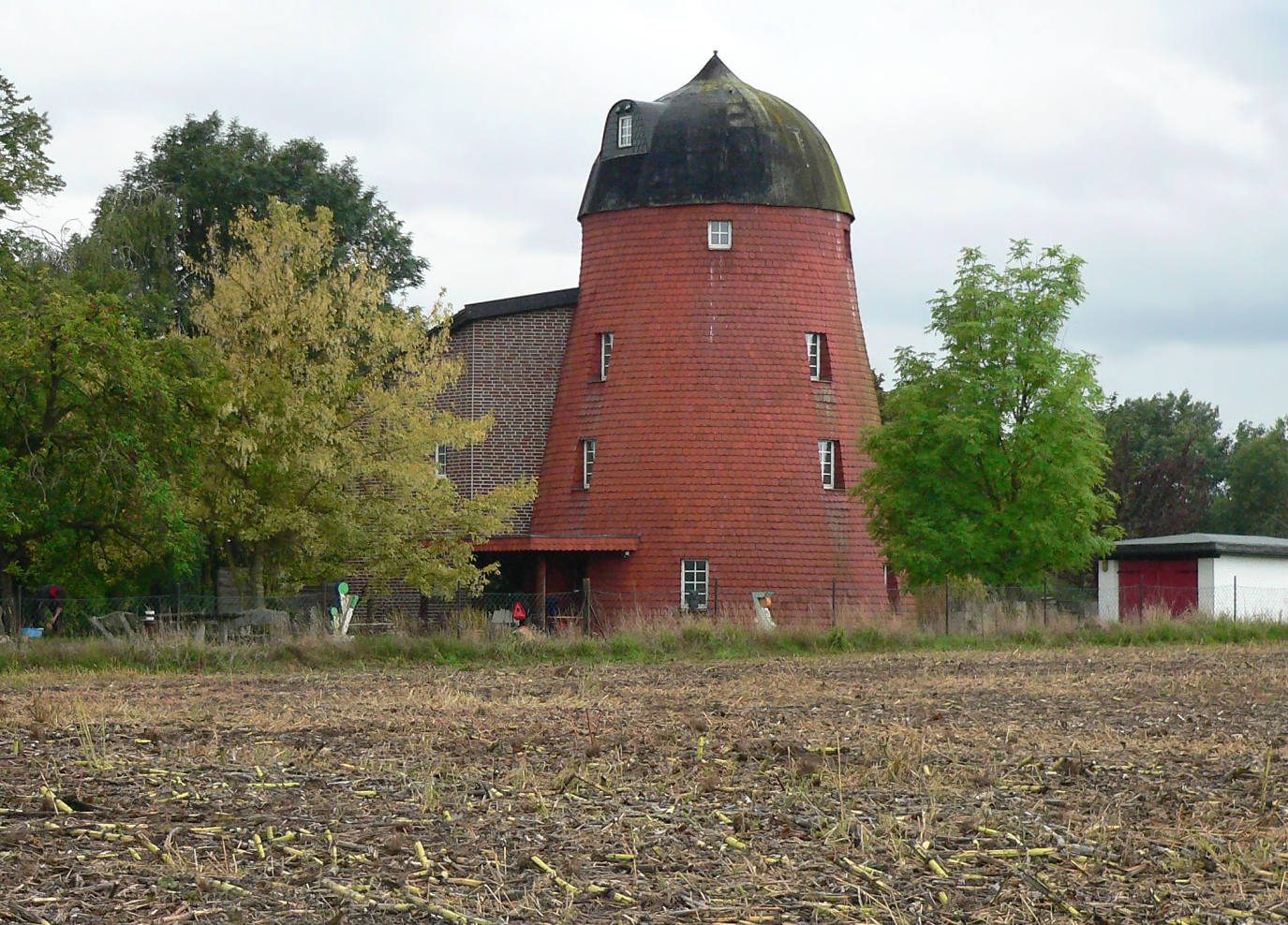
Windmühle Gerhardt

Die Windmühle Gerhardt ist eine Windmühle in Scheppau im Landkreis Helmstedt in Niedersachsen. Die ehemals vierflügelige Holländerwindmühle wurde 1883 auf einer Anhöhe nordwestlich des Ortes erbaut und ist nach dem letzten Müller Erich Gerhardt benannt.

## Beschreibung
Die Windmühle besitzt eine Kappe mit dem Austritt für die Flügelwelle, der erhalten ist und zur Gaube umgestaltet wurde. Das Ziegelmauerwerk  hat eine runde Form und läuft nach oben konisch zu. Die Flügel und die Mühlentechnik sind nicht erhalten. An den Turm schließt ein späterer zweigeschossiger Anbau an, der in Ziegelmauerwerk gehalten ist. 
Die Mühle wurde 1883 am Standort einer früheren Bockwindmühle erbaut. 10 Jahre nach der Erbauung musste sie nach einem Brand erneuert werden. Erstbesitzer war der Müller Osteroth, der die Mühle an seinen Sohn Richard Osteroth weitergab. Bis zum Jahre 1931 arbeitete die Mühle mit Windkraft, anderen Angaben nach bis 1920. Danach wurden der Mühle die Jalousienflügel abgenommen. Die Mühle wurde anschließend mit Elektrizität betrieben und es entstand der zweigeschossige Anbau. In der Mühle arbeiteten drei Mann. Sie verfügte über einen Mahlgang und einen Schrotgang. Täglich wurden 30 Zentner Getreide gemahlen. Der Müller Richard Osteroth vererbte die Mühle seiner Tochter Klärchen Osteroth. Ihr Ehemann Erich Gerhardt, der zuvor eine Wassermühle betrieb, führte den Mühlenbetrieb bis 1956 im Vollerwerb fort. Danach wurde in der Mühle nur noch geschrotet. 1974 wurde die Mühle mit dem Mühlengrundstück verkauft. Seit 1993 wird die denkmalgeschützte Mühle zu Wohnzwecken genutzt.
Seit Anfang der 2020er Jahre gibt es Planungen, zwischen der Mühle und dem Autobahnkreuz Wolfsburg/Königslutter (A 2/A 39) ein etwa 180 Hektar großes Gewerbegebiet anzulegen.